# Елита убица
Елита убица (енгл. Killer Elite) је акциони трилер из 2011. године, у режији Гарија Макендрија, по сценарију Мета Шеринга. Темељи се на истоименом роману Ранулфа Фајнса. Главне улоге глуме: Џејсон Стејтам, Клајв Овен, Роберт де Ниро, Доминик Персел, Ејден Јанг, Ивон Страховски и Бен Менделсон.

## Радња
Прати Денија (Џејсон Стејтам), једног од најбољих оперативаца за специјалне акције. Повучен из самоизолације, Дени окупља тим специјалаца да би извршио наизглед немогућу мисију спасавања свог бившег ментора и партнера, Хантера (Роберт де Ниро). Заједно, морају да продру унутар немилосрдне врхунске војне јединице — британског САС-а, и да униште тајну ћелију војника-убица, коју предводи Спајк (Клајв Овен), пре него изазову глобалну кризу.

## Улоге
| Глумац                | Улога        |
| --------------------- | ------------ |
| Џејсон Стејтам        | Дени Брајс   |
| Клајв Овен            | Спајк Логан  |
| Ивон Страховски       | Ен Фрејжер   |
| Роберт де Ниро        | Хантер       |
| Лаши Хјум             | Стивен Харис |
| Доминик Персел        | Дејвис       |
| Ејден Јанг            | Мајер        |
| Адевале Акинуе Агбаџе | агент        |
| Бен Менделсон         | Мартин       |
| Грант Боулер          | Ворвик Крег  |
| Метју Нејбл           | Пенок        |
| Мајкл Дорман          | Џејк         |
| Данијел Робертс       | Сајмон Макен |
| Ник Тејт              | командант Б  |